# UnitedHealthcare Professional Cycling Team
Das UnitedHealthcare Professional Cycling Team war ein amerikanisches Radsportteam mit Sitz in Oakland.
Das Team wurde zunächst vom Gesundheits-Dienstleistungsunternehmen Health Net und dem Reifenhersteller Maxxis gesponsert. Von 2005 an nahm die Mannschaft an der UCI America Tour als UCI Continental Team teil. 2006 und erhielt es eine Lizenz als UCI Professional Continental Team und konnte so auch zu ProTour-Events eingeladen werden. Nachdem die Mannschaft von 2008 bis 2010 wieder den Status als Continental Team innegehabt hatte, erhielt es 2011 wiederum eine Lizenz als UCI Professional Continental Team.
Nachdem der letzte Hauptsponsor, das Versicherungsunternehmen UnitedHealthcare, seine Finanzierung der Mannschaft eingestellt hatte und die Versuche des Managements, einen Nachfolger zu finden, erfolglos geblieben waren, stellte das Team seine Aktivitäten zum Saisonende 2018 ein. Die UnitedHealth Group, der auch das Unternehmen Rally gehört, konzentrierte seine Sponsoringaktivitäten im Radsport auf das Team Rally UHC Cycling.
Zum Projekt gehörte auch das UnitedHealthcare Professional Cycling Team, ein UCI Women’s Team.

## Saison 2018

### Erfolge in der UCI America Tour
| Datum          | Rennen                            | Kat. | Fahrer          |
| -------------- | --------------------------------- | ---- | --------------- |
| 20. April      | 3. Etappe Tour of the Gila (EZF)  | 2.2  | Serghei Țvetcov |
| 22. April      | 5. Etappe Tour of the Gila        | 2.2  | Gavin Mannion   |
| 15. Juni       | 3a. Etappe Tour de Beauce (EZF)   | 2.2  | Serghei Țvetcov |
| 13. Juli       | Chrono Kristin Armstrong          | 1.2  | Serghei Țvetcov |
| 7. August      | 1. Etappe Tour of Utah            | 2.HC | Travis McCabe   |
| 9. August      | 3. Etappe Tour of Utah            | 2.HC | Travis McCabe   |
| 17. August     | 2. Etappe Colorado Classic (EZF)  | 2.HC | Gavin Mannion   |
| 19. August     | 4. Etappe Colorado Classic        | 2.HC | Travis McCabe   |
| 16.–19. August | Gesamtwertung Colorado Classic    | 2.HC | Gavin Mannion   |
|                | Teamwertung UCI America Tour 2018 |      |                 |

### Erfolge in der UCI Asia Tour
| Datum             | Rennen                      | Kat. | Fahrer          |
| ----------------- | --------------------------- | ---- | --------------- |
| 1. Juni           | 3. Etappe Tour de Korea     | 2.1  | Serghei Țvetcov |
| 30. Mai – 3. Juni | Gesamtwertung Tour de Korea | 2.1  | Serghei Țvetcov |

### Mannschaft
| Teamkader 2018                            | Teamkader 2018    | Teamkader 2018     | Teamkader 2018                               |
| Name                                      | Geburtsdatum      | Land               | Vorheriges Team                              |
| ----------------------------------------- | ----------------- | ------------------ | -------------------------------------------- |
| Janier Acevedo                            | 6. Dezember 1985  | Kolumbien          | Jamis (2016)                                 |
| Carlos Alzate                             | 23. März 1983     | Kolumbien          | Team Exergy (2012)                           |
| Alexander Cataford                        | 1. September 1993 | Kanada             | Silber Pro Cycling (2016)                    |
| Jonathan Clarke                           | 18. Dezember 1984 | Australien         | Jelly Belly (2009)                           |
| Daniel Eaton                              | 4. Juli 1993      | Vereinigte Staaten | Axeon (2015)                                 |
| Lucas Sebastián Haedo                     | 18. April 1983    | Argentinien        | Jamis (2016)                                 |
| Adrian Hegyvary                           | 5. Januar 1984    | Vereinigte Staaten |                                              |
| Daniel Jaramillo                          | 15. Januar 1991   | Kolumbien          | Jamis-Hagens Berman (2015)                   |
| Luke Keough                               | 10. August 1991   | Vereinigte Staaten | SmartStop-Mountain Khakis (2012)             |
| Gavin Mannion                             | 24. August 1991   | Vereinigte Staaten | Drapac Professional Cycling (2016)           |
| Eric Marcotte                             | 8. Februar 1980   | Vereinigte Staaten | Cylance (2017)                               |
| Travis McCabe                             | 12. Mai 1989      | Vereinigte Staaten | Holowesko-Citadel-Hincapie Sportswear (2016) |
| Lachlan Norris                            | 21. Januar 1987   | Australien         | Drapac Professional Cycling (2016)           |
| Tanner Putt                               | 21. April 1992    | Vereinigte Staaten | Bissell Development (2014)                   |
| Serghei Țvetcov                           | 29. Dezember 1988 | Rumänien           | Jelly Belly-Maxxis (2017)                    |
| Hugo Velázquez                            | 16. Juli 1992     | Argentinien        |                                              |
|                                           |                   |                    |                                              |
| Quellen: ProCyclingStats Cycling Quotient |                   |                    |                                              |

## Saison 2017

### Erfolge in der UCI Africa Tour
| Datum     | Rennen                  | Kat. | Fahrer      |
| --------- | ----------------------- | ---- | ----------- |
| 7. April  | 1. Etappe Tour du Maroc | 2.2  | Tanner Putt |
| 8. April  | 2. Etappe Tour du Maroc | 2.2  | Luke Keough |
| 9. April  | 3. Etappe Tour du Maroc | 2.2  | Luke Keough |
| 15. April | 9. Etappe Tour du Maroc | 2.2  | Luke Keough |

### Erfolge in der UCI America Tour
| Datum     | Rennen                          | Kat. | Fahrer                |
| --------- | ------------------------------- | ---- | --------------------- |
| 31. März  | 2. Etappe Joe Martin Stage Race | 2.2  | Lucas Sebastian Haedo |
| 4. August | 5. Etappe Tour of Utah          | 2.HC | Travis McCabe         |

### Erfolge in der UCI Asia Tour
| Datum       | Rennen                       | Kat. | Fahrer            |
| ----------- | ---------------------------- | ---- | ----------------- |
| 23. Februar | 2. Etappe Tour de Langkawi   | 2.HC | Travis McCabe     |
| 1. März     | 8. Etappe Tour de Langkawi   | 2.HC | Travis McCabe     |
| 28. März    | 3. Etappe Tour de Taiwan     | 2.1  | Daniel Summerhill |
| 21. Mai     | Prolog Japan-Rundfahrt (EZF) | 2.1  | Daniel Summerhill |

### Erfolge in der UCI Europe Tour
| Datum              | Rennen                        | Kat. | Fahrer           |
| ------------------ | ----------------------------- | ---- | ---------------- |
| 1. Juli            | 4. Etappe Tour de Hongrie     | 2.2  | Daniel Jaramillo |
| 27. Juni – 2. Juli | Gesamtwertung Tour de Hongrie | 2.2  | Daniel Jaramillo |

### Erfolge in der UCI Oceania Tour
| Datum      | Rennen                    | Kat. | Fahrer        |
| ---------- | ------------------------- | ---- | ------------- |
| 4. Februar | 3. Etappe Herald Sun Tour | 2.1  | Travis McCabe |

### Zugänge – Abgänge
| Zugänge               | Team 2016                                   | Abgänge         | Team 2017                     |
| --------------------- | ------------------------------------------- | --------------- | ----------------------------- |
| Janier Acevedo        | Team Jamis                                  | Janez Brajkovič | Bahrain-Merida                |
| Alexander Cataford    | Silber                                      | Matthew Busche  | Laufbahn beendet              |
| Lucas Sebastián Haedo | Team Jamis                                  | Marco Canola    | Nippo-Vini Fantini            |
| Greg Henderson        | Lotto Soudal                                | Tyler Magner    | Holowesko-Citadel Racing Team |
| Gavin Mannion         | Drapac Professional Cycling                 | Karl Menzies    | Cylance-InCycle-Cannondale    |
| Travis McCabe         | Holowesko / Citadel p/b Hincapie Sportswear | John Murphy     | Holowesko-Citadel Racing Team |
| Lachlan Norris        | Drapac Professional Cycling                 | Bradley White   | Laufbahn beendet              |

### Mannschaft
| Teamkader 2017                            | Teamkader 2017     | Teamkader 2017     | Teamkader 2017                               |
| Name                                      | Geburtsdatum       | Land               | Vorheriges Team                              |
| ----------------------------------------- | ------------------ | ------------------ | -------------------------------------------- |
| Janier Acevedo                            | 6. Dezember 1985   | Kolumbien          | Jamis (2016)                                 |
| Carlos Alzate                             | 23. März 1983      | Kolumbien          | Team Exergy (2012)                           |
| Alexander Cataford                        | 1. September 1993  | Kanada             | Silber Pro Cycling (2016)                    |
| Jonathan Clarke                           | 18. Dezember 1984  | Australien         | Jelly Belly (2009)                           |
| Daniel Eaton                              | 4. Juli 1993       | Vereinigte Staaten | Axeon (2015)                                 |
| Lucas Sebastián Haedo                     | 18. April 1983     | Argentinien        | Jamis (2016)                                 |
| Adrian Hegyvary                           | 5. Januar 1984     | Vereinigte Staaten |                                              |
| Greg Henderson (1. Jan.–13. Aug.)         | 10. September 1976 | Neuseeland         | Lotto-Soudal (2016)                          |
| Daniel Jaramillo                          | 15. Januar 1991    | Kolumbien          | Jamis-Hagens Berman (2015)                   |
| Christopher Jones                         | 6. August 1979     | Vereinigte Staaten | Team Type 1 (2010)                           |
| Luke Keough                               | 10. August 1991    | Vereinigte Staaten | SmartStop-Mountain Khakis (2012)             |
| Gavin Mannion                             | 24. August 1991    | Vereinigte Staaten | Drapac Professional Cycling (2016)           |
| Travis McCabe                             | 12. Mai 1989       | Vereinigte Staaten | Holowesko-Citadel-Hincapie Sportswear (2016) |
| Lachlan Norris                            | 21. Januar 1987    | Australien         | Drapac Professional Cycling (2016)           |
| Tanner Putt                               | 21. April 1992     | Vereinigte Staaten | Bissell Development (2014)                   |
| Daniel Summerhill (1. Jan.–31. Mai)       | 28. Januar 1989    | Vereinigte Staaten | Chipotle-First Solar Development (2012)      |
|                                           |                    |                    |                                              |
| Quellen: ProCyclingStats Cycling Quotient |                    |                    |                                              |

## Platzierungen in UCI-Ranglisten
UCI Africa Tour
| Saison    | Mannschaftswertung | Fahrerwertung             |
| --------- | ------------------ | ------------------------- |
| 2009-2011 | -                  | -                         |
| 2012      | 21.                | Jay Robert Thomson (127.) |
| 2013-2016 | -                  | -                         |

UCI America Tour
| Saison | Mannschaftswertung | Fahrerwertung        |
| ------ | ------------------ | -------------------- |
| 2005   | 1.                 | Chris Wherry (3.)    |
| 2006   | 5.                 | Greg Henderson (6.)  |
| 2007   | 8.                 | Frank Pipp (39.)     |
| 2008   | 11.                | Kirk O’Bee (38.)     |
| 2009   | 15.                | Andrew Pinfold (57.) |
| 2010   | 10.                | Marc de Maar (45.)   |
| 2011   | 7.                 | Robert Förster (27.) |
| 2012   | 3.                 | Rory Sutherland (1.) |
| 2013   | 1.                 | Kiel Reijnen (4.)    |
| 2014   | 6.                 | Kiel Reijnen (4.)    |
| 2015   | 4.                 | Kiel Reijnen (9.)    |
| 2016   | 8.                 | Marco Canola (30.)   |

UCI Asia Tour
| Saison    | Mannschaftswertung | Fahrerwertung          |
| --------- | ------------------ | ---------------------- |
| 2008      | 24.                | John Murphy (29.)      |
| 2009-2010 | -                  | -                      |
| 2011      | 20.                | Robert Förster (23.)   |
| 2012      | 24.                | Jake Keough (18.)      |
| 2013      | 27.                | Jake Keough (38.)      |
| 2014      | 18.                | Robert Förster (48.)   |
| 2015      | 27.                | Marco Canola (91.)     |
| 2016      | 13.                | Daniel Jaramillo (33.) |

UCI Europe Tour
| Saison    | Mannschaftswertung | Fahrerwertung           |
| --------- | ------------------ | ----------------------- |
| 2009-2010 | -                  | -                       |
| 2011      | 65.                | Rory Sutherland (369.)  |
| 2012      | 40.                | Boy van Poppel (72.)    |
| 2013      | 89.                | Jake Keough (510.)      |
| 2014      | 48.                | Marc de Maar (77.)      |
| 2015      | 69.                | Daniele Ratto (203.)    |
| 2016      | 123.               | Janez Brajkovič (1018.) |

UCI Oceania Tour
| Saison | Mannschaftswertung | Fahrerwertung         |
| ------ | ------------------ | --------------------- |
| 2006   | 5.                 | Greg Henderson (10.)  |
| 2007   | 2.                 | Karl Menzies (2.)     |
| 2008   | 6.                 | Rory Sutherland (8.)  |
| 2009   | 19.                | Karl Menzies (37.)    |
| 2010   | 27.                | Jonathan Clarke (82.) |
| 2011   | -                  | -                     |
| 2012   | 15.                | Jake Keough (44.)     |
| 2013   | -                  | -                     |
| 2014   | 10.                | Karl Menzies (43.)    |
| 2015   | 9.                 | John Murphy (33.)     |
| 2016   | 7.                 | Jonathan Clarke (27.) |

## Bekannte ehemalige Fahrer
- Danny Pate (2004)
- Tyler Farrar (2004–2005)
- Chris Wherry (2005)
- Nathan O’Neill (2006–2007)
- Ryder Hesjedal (2007)
- Russell Downing (2007)
- Floyd Landis (2009)
- Bobby Lea (2009)
- Jonathan Patrick McCarty (2009)
- Tim Johnson (2006–2010)
- Chris Baldwin (2009–2010)
- Christian Meier (2011)
- Charly Wegelius (2011)
- Rory Sutherland (2007–2012)
- Boy van Poppel (2011–2012)
- Jay Robert Thomson (2012)
- Jason McCartney (2012)
- Kai Reus (2012)
- Philip Deignan (2012–2013)
- Marc de Maar (2012–2014)
- Martyn Irvine (2013–2014)
- Martijn Maaskant (2014)